# 羅曼市鎮
羅曼市，是保加利亞的城鎮，位於該國西北部，由弗拉察州負責管轄，首府設於羅曼，面積302平方公里，2011年人口6,223，人口密度每平方公里20.61人。
43°09′N 23°55′E / 43.150°N 23.917°E